# 안 라카통

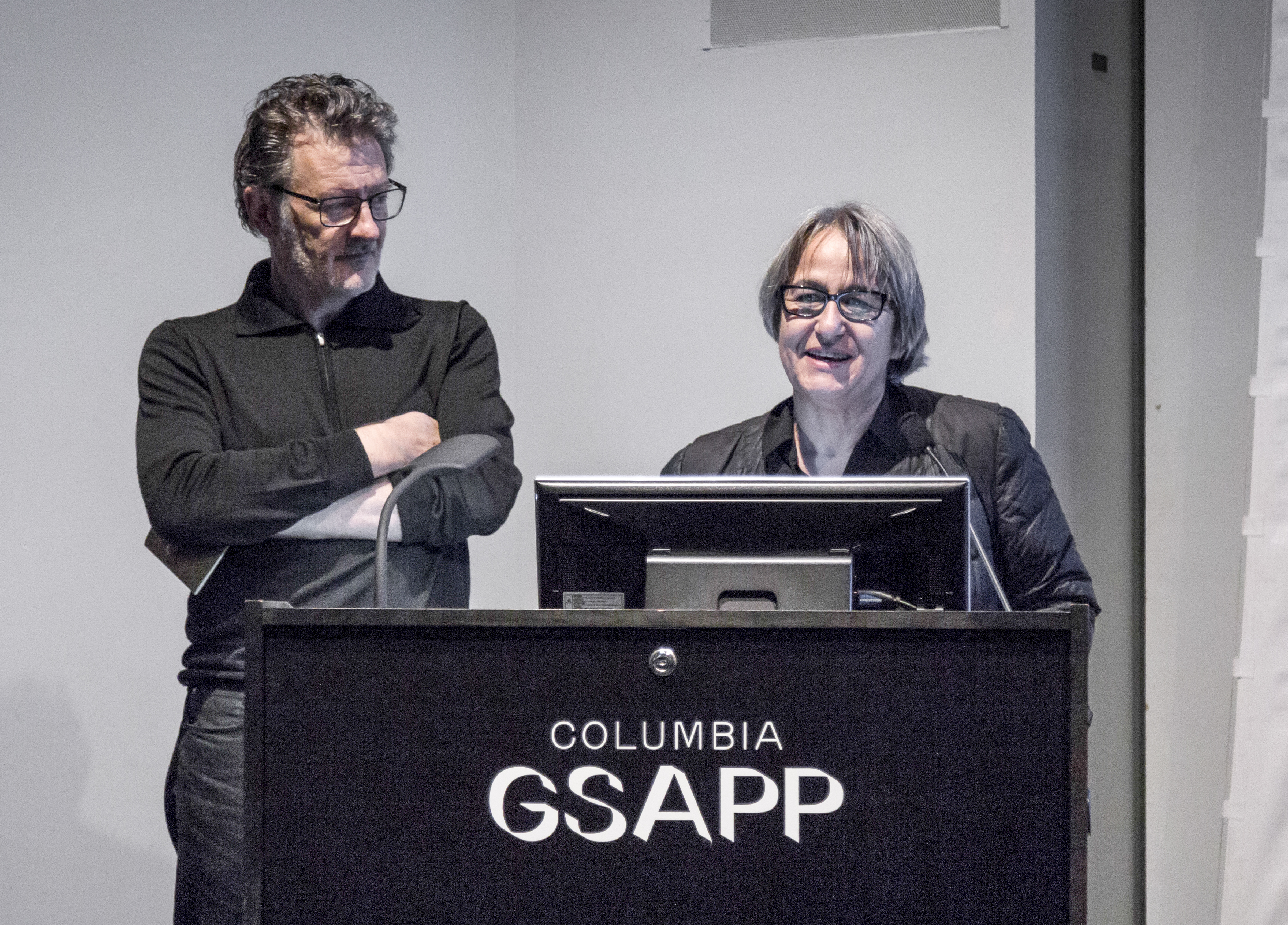
컬럼비아 대학교 건축대학원에서 강연 중인 안 라카통 (오른쪽)과 그의 동업자 장필리프 바살

안 라카통(프랑스어: Anne Lacaton, 1955년 8월 2일~ )은 프랑스의 건축가 겸 교육인이다. 1989년 장필리프 바살과 함께 건축 설계 사무소인 라카통&바살을 설립했으며 2021년 프리츠커상을 공동 수상했다.

## 활동
니제르에서 건축 활동을 시작한 안 라카통의 설계 사무소에는 그의 동업자 장필리프 바살과 10명의 직원들이 근무하고 있다. 비싸지 않으면서 살기 좋은 건축을 추구하며 이는 재료 사용을 줄이는 방식이 아니라 기존 건축물에서 개선할 점을 주의 깊게 찾아내는 것으로 실현된다.
”아무것도 하지 않는 것이 정답일 때도 있다”라고 말하는 안 라카통은 보르도의 광장을 개선해달라는 의뢰를 받았지만 그대로 두는 게 더 낫다고 판단하여 자갈을 교체하고 라임나무를 심는 등 이미 존재하는 것에 잠재력을 부여하는데 집중한 바 있다. 뉴욕타임스는 라카통&바살의 건축이 과거에 대한 향수 없이 기술적이고 혁신적이며 생태학적으로 반응하는 리모델링이 가능하다는 것을 증명했다고 평가했다.
프랑스 파리의 미술관 팔레스 드 도쿄 재생안을 안 라카통의 건축 철학을 대표하는 작업으로 꼽았다. 1937년 파리 만국 박람회 당시 지어진 건축물 지하 공간에 단순한 재료들을 최소한으로 활용해 공간을 넓혔다.
1960년대 파리 외곽에 건설된 부아르프레트르 타워를 재생하는 프로젝트를 위해 바닥을 확장해서 각 가구에 새로운 발코니를 설치했다. 2014년부터 4년에 걸쳐 진행된 보르도 주거단지 재생 프로젝트는 530세대에 달하는 주민을 퇴거시키지 않고 공사를 마친 것으로 유명하다. 건물 내외부를 새롭게 꾸미고 발코니 공간을 확보했지만 사용된 돈은 일반적인 재건축 비용의 3분의 1에 불과하다.

### 학문적 경력
보르도 대학교에서 도시설계 석사 학위를 받았다.
2017년 ETH 취리히에 건축 설계 교수로 임명되었다. 이전에 객원 교수로 활동한 내역은 다음과 같다. 2007년부터 2013년까지 마드리드 대학교, 2004년과 2006년 그리고 2010년부터 2011년까지 EPFL, 2012년에 플로리다 대학교 이반 스미스 스튜디오, 2013년 버펄로 대학교, 2011년 하버드 건축대학원.

## 수상
라카통은 프리츠커상을 받은 여섯번째 여성 건축가이자 첫번째 프랑스 여성이다. 인터뷰에서 “원래의 것들이 갖고 있는 기억을 살피고, 그곳에 사는 사람들의 목소리에 귀를 기울이는 것이 중요하다.”라며 건축 철학을 설명했다. 또한 코로나19 범유행을 겪으면서 일상생활이 일어나는 공간에 헌신하는 자신의 건축 철학에 대한 확신을 가지게 되었다고 말했다.
심사위원단은 그들이 건축이 지닌 민주적 정신을 보여준다며 건축물의 지속가능성과 밀집된 도시 환경 속 공간 확장으로 더 살기 좋은 건축물, 특히 공공주택 설계에 오랜 기여를 해온 점을 높이 평가했다고 밝혔다.
2019년 미스 반 데어 로에 상을 수상했다.

## 주요 작품

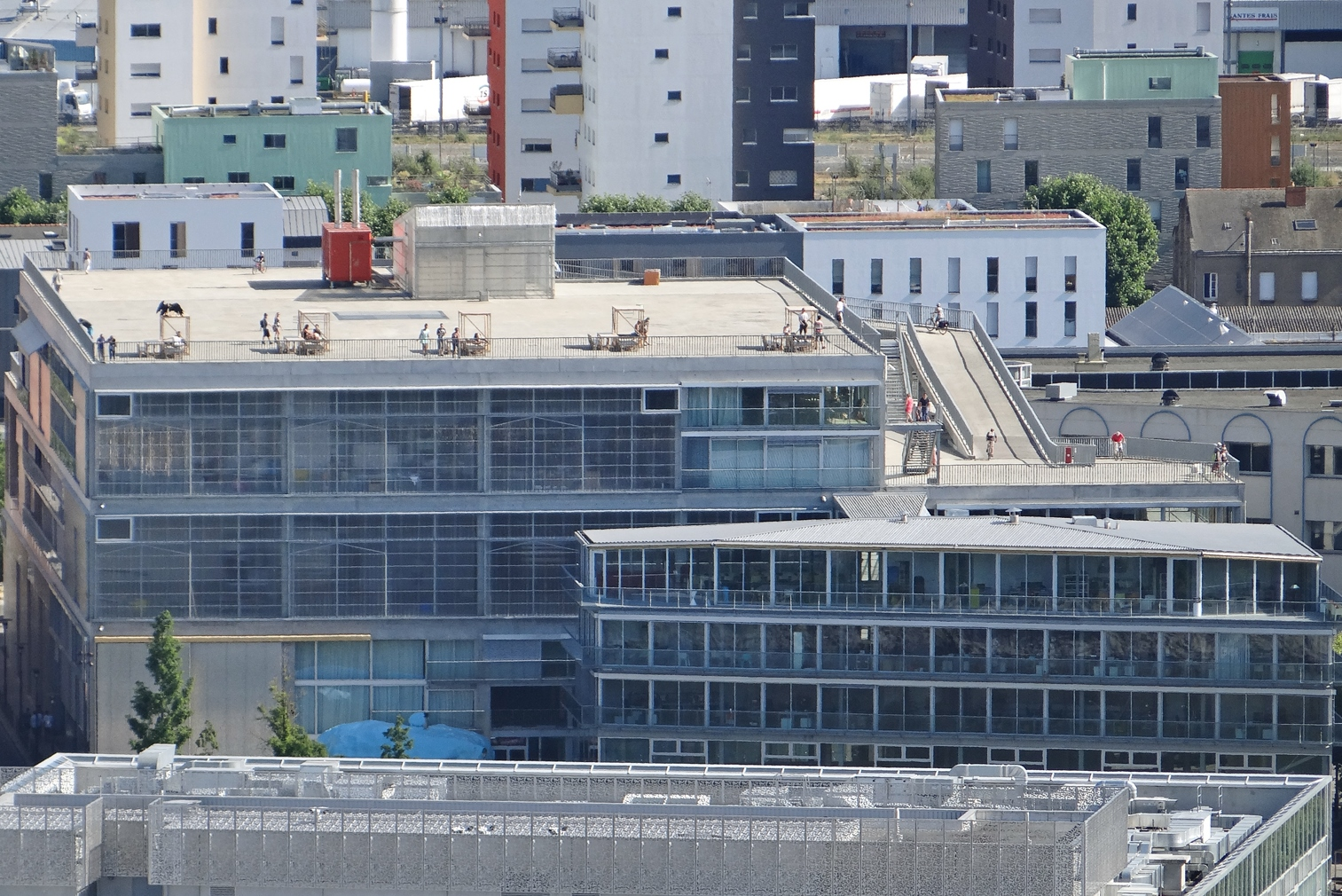
낭트국립건축학교
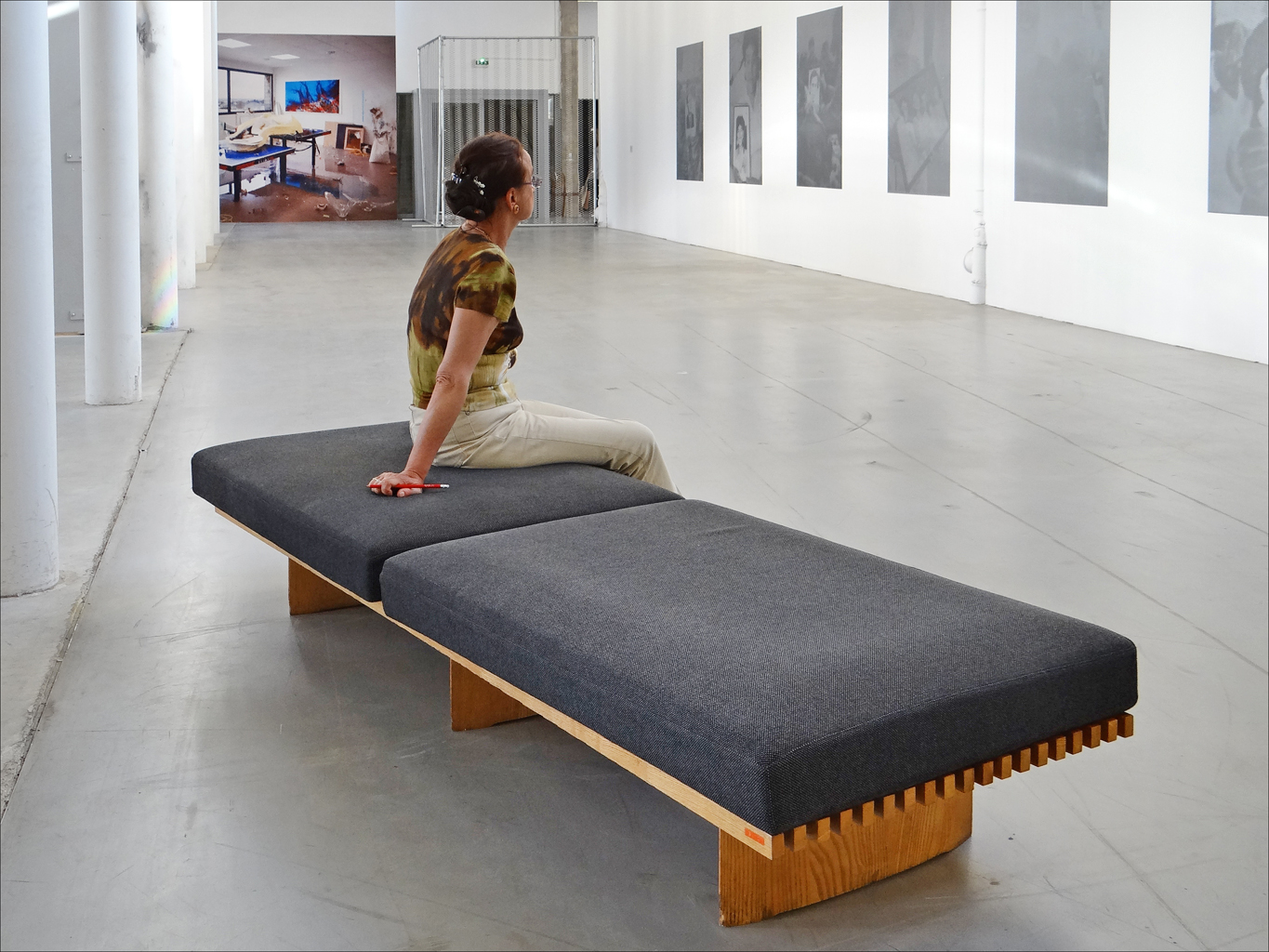
팔레스 드 도쿄의 내부